# Rafael Urdaneta
Rafael José Urdaneta Farías (Maracaibo, 24 de octubre de 1788-París, 23 de agosto de 1845) fue un militar, prócer, estratega y político venezolano. Ejerció de facto la presidencia de la Gran Colombia entre el 4 de septiembre de 1830 al 2 de mayo de 1831, asumiendo el poder en representación de Simón Bolívar.
Urdaneta participó en varias acciones durante la Campaña Admirable liderada por Simón Bolívar, destacándose bajo las órdenes del Coronel José Félix Ribas el 2 de julio de 1813 en la Batalla de Niquitao y siendo decisivo en el triunfo de la Batalla de Taguanes contra las fuerzas realistas. En 1814, durante la guerra civil entre centralistas y federalistas, el presidente de la Unión, Camilo Torres Tenorio, le dio apoyo a Urdaneta y sus tropas para continuar la guerra de Independencia de Venezuela, pero el Congreso de las Provincias Unidas de la Nueva Granada primero le encomendó a Bolívar someter a Manuel de Bernardo Álvarez, quien gobernaba la provincia de Cundinamarca, la cual no formaba parte de la federación. Urdaneta sirvió con Bolívar, quien se tomó a Santafé de Bogotá el 12 de diciembre de 1814; con este triunfo consolidó la Unión granadina. Por su actuación en Nueva Granada, Urdaneta fue ascendido a general de división el 5 de enero de 1815.
También fue protagonista en otras acciones militares, entre las cuales destacan la batalla de Bárbula en 1813, la retirada hacia Oriente en 1814 y la marcha hacia San Carlos, previa a la batalla de Carabobo, en la cual no pudo participar por órdenes de Bolívar, dado el grado de agotamiento de sus tropas. Sin embargo, por los servicios prestados, Bolívar pidió su ascenso a General en Jefe. Posteriormente quiso acompañar al ejército libertador en las Campañas del Sur, pero Bolívar consideraba que su presencia era más importante en Colombia, y por lo tanto permaneció ahí. En 1824 fue nombrado intendente de Zulia.
En 1828 Urdaneta ocupaba la Secretaría de Guerra, pero para el 29 de septiembre de 1828 por órdenes de Bolívar que disolvió por su propia voluntad el tribunal que trataba todos los supuestos acusados de la Conspiración Septembrina y en su reemplazó nombró a Urdaneta como juez único. Urdaneta actuó sumariamente con el apoyo de Tomás Barriga Se presentaron solo audiencias en casos excepcionales, lo que ocasionó que menores de edad e incluso personajes como Francisco de Paula Santander o José Prudencio Padilla fueran condenados a muerte. Sin embargo Santander era un personaje influyente y por recomendación del Consejo de ministros se conmutó la pena de muerte por la de destierro de por vida.
El 5 de septiembre de 1830 Urdaneta se proclamó dictador de la Gran Colombia afirmando que lo hacía en nombre de Bolívar hasta que este regresara al cargo como gobernante, encargándose de la presidencia al derrocar al titular Joaquín Mosquera. El 28 de abril de 1831 se celebró el Convenio de Apulo con el vicepresidente Domingo Caycedo, bajo el cual Urdaneta cedería el mando hasta el 30 de abril de 1831. Allí mismo pidió Urdaneta pasaporte. Urdaneta entregó el poder el 2 de mayo de 1831.
Entre su descendencia destacan importantes políticos y militares de Venezuela, y la rama de la familia colombiana que alcanzó la presidencia en 1951 con Roberto Urdaneta desciende de su primo, el militar uruguayo Francisco Urdaneta. En la actualidad Urdaneta es considerado un símbolo del estado de Zulia, donde tiene varios monumentos como homenaje.

## Biografía

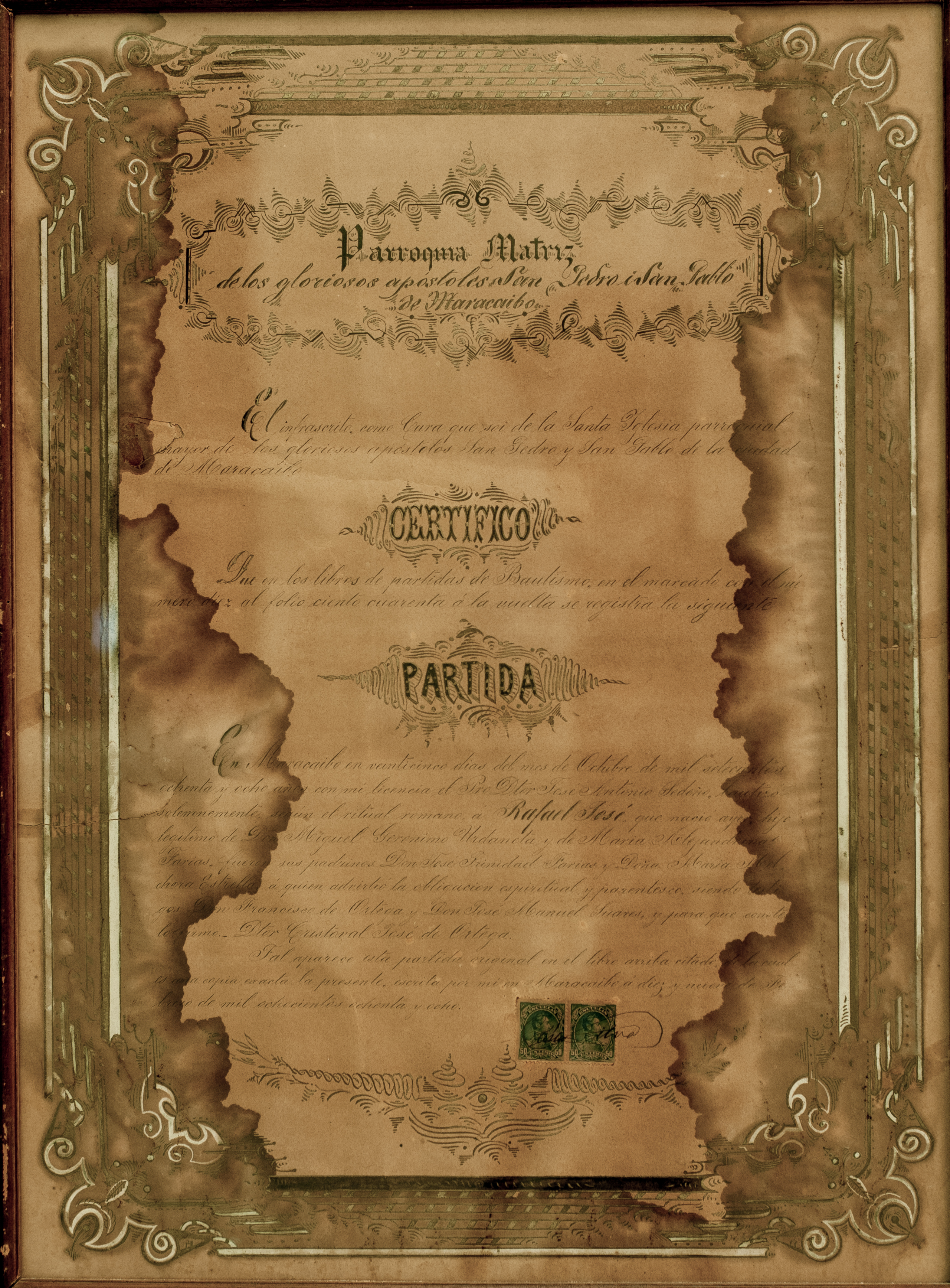
Acta de bautismo del General Urdaneta.

Rafael Urdaneta nació en   Maracaibo, Capitanía General de Venezuela, el 24 de octubre de 1788, siendo bautizado al día siguiente en la catedral de Maracaibo. Fue criado en un hogar privilegiado de ascendencia española. Era hijo de los descendientes de españoles Miguel Jerónimo de Urdaneta Barrenechea y Tronconis, y de su esposa María Alejandra de Farías Jiménez-Cedeño de Cisneros. El matrimonio Urdaneta Farías también tuvo otros hijos: Paula Antonia, María de los Dolores, María Josefa Juliana Patricia, José Miguel, José Vicente, Juan Evangelista, y José Manuel de la Encarnación Urdaneta Farías; y otros 5 hijos más. Su padre así mismo era padre también de hijos en otro matrimonio, con María de la Concepción Fernández, quienes fueron: María Paula, José Antonio, José María y Antonio María Urdaneta Fernádez.
Estudió sus primeras letras en su ciudad originaria; luego ingresó al Seminario de Caracas donde cursó Latinidad. Regresó a Maracaibo en 1799, donde estudió Filosofía en el convento franciscano. Con el fin de ampliar su formación intelectual, emigró a Bogotá en 1804, llamado por su tío Martín de Urdaneta y Troconis, quien desempeñaba el empleo de contador mayor del Tribunal de Cuentas de la Real Audiencia de Santafé de Bogotá.
En Bogotá estudió en el Colegio de San Bartolomé y fue nombrado oficial tercero del Tribunal, responsable por los pagos a las tropas del Virreinato de Nueva Granada. Allí también adquirió experiencia en la administración de personal militar. Por su desempeño recibió las felicitaciones de la Junta de la Real de Hacienda del Virreinato de Nueva Granada.
Urdaneta contrajo matrimonio en la Catedral de Santa Fe de Bogotá el 31 de agosto de 1822 con Dolores Vargas París, heroína de la independencia de la Nueva Granada, hija del mártir Ignacio de Vargas Tavera y sobrina de los próceres José Ignacio París Ricaurte, Manuel París Ricaurte, Mariano París Ricaurte, Antonio París Ricaurte y Joaquín París Ricaurte.
Fueron hijos de este matrimonio Rafael Guillermo, Luciano, Octaviano, Amenodoro, Adolfo, Rosa Margarita, Dolores, Susana, Eleazar, Nephtalí y Rodolfo Urdaneta Vargas. Sus hijos mayores fueron importantes políticos y militares en Venezuelaː Rafael fue un destacado militar, Luciano, arquitecto; y Amenodoro un escritor clásico de la literatura venezolana.

## Trayectoria político-militar
El 20 de julio de 1810 se incorporó al movimiento revolucionario que estalló en Bogotá y tres días más tarde, pasó a las filas del batallón de Voluntarios de la Guardia Nacional creado por la Junta Suprema de Santafé. El 1 de noviembre de 1810 fue creado el primer batallón de la Nueva Granada, en el que Urdaneta se incorporó con el grado de teniente. En ese batallón también se iniciaron militarmente otros notables protagonistas de la guerra de independencia como Atanasio Girardot, Francisco de Paula Santander, Antonio Ricaurte y José D'Elhuyar.

### Guerras de Independencia

#### Primeras campañas en Venezuela y la Nueva Granada
En el informe al Congreso de las Provincias Unidas de la Nueva Granada (1811), Simón Bolívar describió a Urdaneta como «digno de recomendación y acreedor de todas las consideraciones del gobierno por el valor e inteligencia con que se distinguió en la acción».
Urdaneta participó de la campaña Admirable de 1813, destacando en las victorias de Niquitao (2 de julio) y Tinaquillo (31 de julio). También estuvo en el asedio de Puerto Cabello entre agosto y septiembre de ese año, y la batalla de Bárbula (30 de septiembre), lo que le permitió ascender de teniente coronel a coronel en una ordenanza firmada en Valencia el 5 de octubre de 1813. José Félix Ribas lo ascendió a general de brigada en otra orden firmada en Caracas el 8 de octubre.
Dirigió las operaciones en la campaña de Barinas de 1814, venciendo y dando muerte al coronel realista José Antonio Yáñez en Ospino el 2 de febrero. A pesar de la victoria, debió retirarse a Barquisimeto y no pudo enviar refuerzos a Bolívar, asediado en San Mateo. Durante la campaña de los Valles de Aragua y del Tuy, Urdaneta intentó detener el avance del coronel monárquico José Ceballos, quien venía de Carora, pero fue vencido cerca de Barquisimeto el 9 de marzo. Desde el día 29 de ese mes, Urdaneta debió dirigir la defensa de Valencia, cuya pequeña guarnición fue asediada por una conjunción de fuerzas realistas por Ceballos y el teniente coronel Sebastián de La Calzada. Finalmente sus esfuerzos dieron frutos y los monárquicos se retiraron el 3 de abril, después de enterarse de que Bolívar había unido sus fuerzas con el general Santiago Mariño.
Después de la gran victoria del 28 de mayo en Carabobo, Bolívar le encargó perseguir al vencido Ceballos hacia San Carlos y posteriormente hasta El Tocuyo. Después del desastre de La Puerta, intentó liberar a la guarnición de Valencia, asediada por el caudillo llanero José Tomás Boves, dándose la batalla de Brujitas el 24 de julio. Sin embargo, al comprender que sus fuerzas estaban muy mermadas decidió retirarse hacia las Provincias Unidas de la Nueva Granada, episodio llamado la emigración de Occidente. Remontó el río Apure y llegó a Cúcuta el 10 de octubre. 
El 8 de noviembre, Urdaneta llegó a Tunja y seis días después se reunió con Bolívar. Con los restos de la división venezolana de Urdaneta como núcleo, un ejército de milicias neogranadinas tomaron Santafé de Bogotá y pusieron fin a la guerra civil entre centralistas y federalistas neogranadinos. Debido a este éxito, Bolívar lo ascendió a general de división en Bogotá el 5 de enero de 1815.
Durante la reconquista de la Nueva Granada, en octubre de 1815, el ahora brigadier La Calzada, al mando de 1600 infantes de la quinta división, marchaba desde Guasdualito hacia la Nueva Granada con el encargo de asediar a Bogotá en apoyo a la operación que ejecutaba el jefe de las fuerzas expedicionarias Pablo Morillo contra Cartagena de Indias. Urdaneta y Joaquín París Ricaurte trataron de impedir la ofensiva realista por los llanos de Casanare y la cordillera de los Andes.
Urdaneta al mando de unos 1000 infantes sufrió un grave revés en la batalla de Bálaga el 25 de noviembre. El encuentro ocurrió en el río Chitagá, cuyo paso Urdaneta inmediatamente trató de impedir, pero debido al bajo nivel del río, tal acción fue imposible y entraron en combate. La batalla comenzó a las cinco de la mañana y terminó a las cuatro y media de la tarde con una derrota avasallante para Urdaneta, que apenas pudo escapar con unos 200 hombres a Cácota de Velasco.
Por la pérdida de esta batalla, Urdaneta fue relevado por Custodio García Rovira y llevado a Consejo de Guerra para justificar su actuación frente al Congreso de la Nueva Granada, pero fue absuelto a principios de 1816. El general Morillo aplicó un régimen del terror que comenzó en Cartagena y ejecutó a los líderes patriotas a quienes pudo echar mano. Sebastián de la Calzada entró con Morillo en Santa Fe de Bogotá el 6 de mayo de 1816.

### Gran Colombia

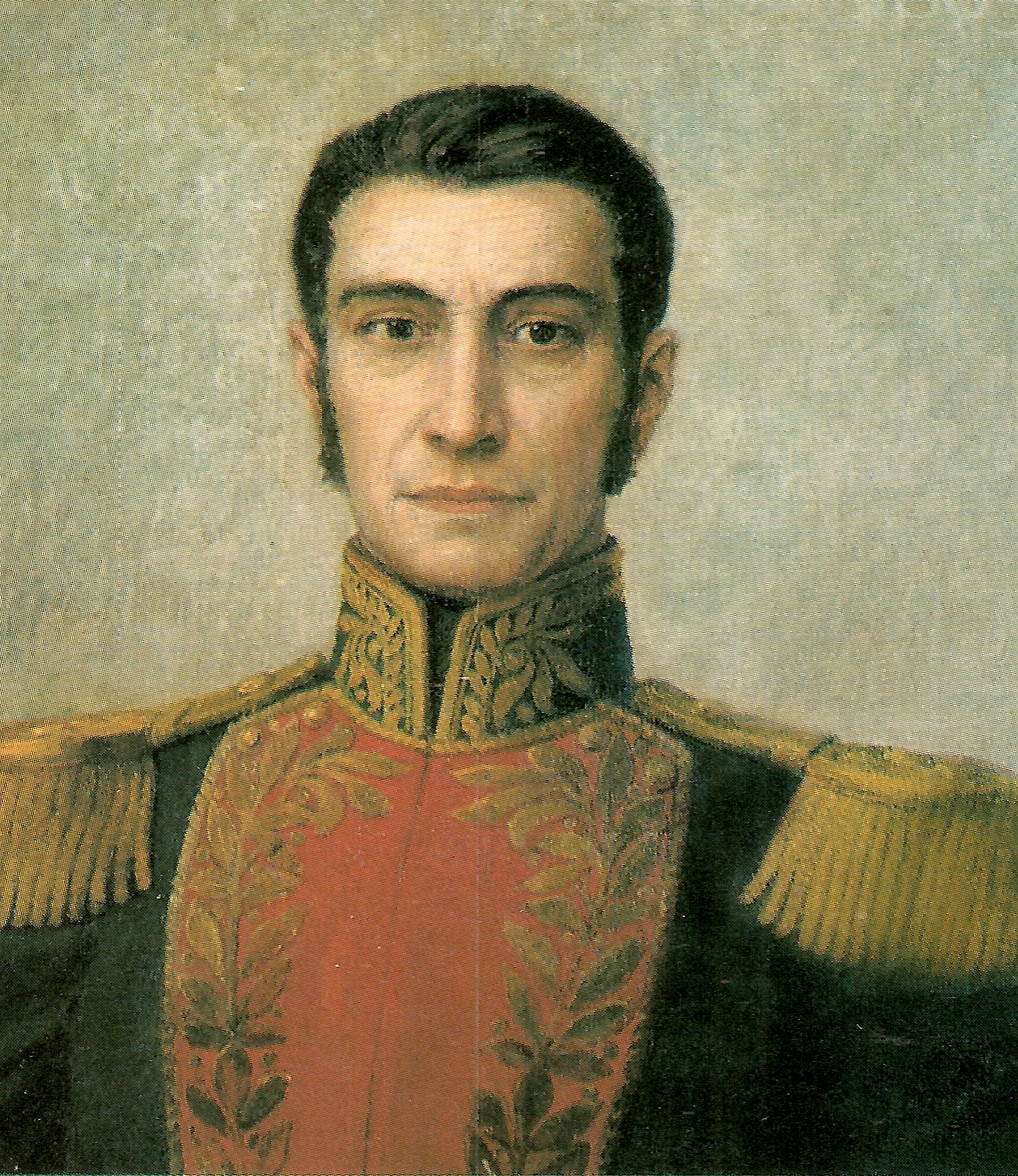
Retrato de Rafael Urdaneta (1865), óleo/tela. Colección del Museo Bolivariano, Caracas, Venezuela.

En 1821 Urdaneta participó en la toma de Maracaibo y la marcha hacia San Carlos, previas a la batalla de Carabobo —decisiva en la liberación de Caracas— en la cual no pudo participar por órdenes de Bolívar, quien no obstante, concedió su ascenso a general en jefe el 17 de julio de ese año.
Urdaneta tampoco participó en las Campañas del Sur (1820-1826) —para la expansión territorial y la consolidación de la independencia de Perú y Bolivia— ya que Bolívar consideraba que su presencia era más importante en Colombia. 

#### Campaña de Occidente
El 28 de enero de 1821 estalló una revuelta que puso a la villa de Coro en manos de los patriotas, permitiendo que el general de división Rafael Urdaneta le ocupara sin resistencia al día siguiente. El 1 de mayo, Urdaneta cruza por Los Puertos de Altagracia el lago de Maracaibo y entra en la provincia con su división de 2000 soldados. Esto fue aprovechado por Josefa Camejo para sublevar la península de Paraguaná dos días después. El 10 de mayo Urdaneta entraba en Coro de forma pacífica. El 27 de mayo, las autoridades y el pueblo de la ciudad juraban lealtad a la República, y Urdaneta partió hacia San Carlos con el grueso de sus hombres.

#### Departamento del Zulia
Cronología
- 1821: Francisco Delgado declara la adhesión de la provincia de Maracaibo a la independencia y asume como gobernador.
- 1822: Francisco Tomás Morales retoma la provincia de Maracaibo para los realistas.
- 1823: Luego de la batalla naval del Lago de Maracaibo Morales capitula ante Manuel Manrique y la provincia de Maracaibo se anexa a la Gran Colombia como departamento del Zulia.
- 1823: Ante la prematura muerte de Manuel Manrique, Simón Bolívar designa como Intendente a Rafael Urdaneta quien está impedido para participar en las Campañas del Sur por su enfermedad (cálculo renal), por lo que ser el gobernante de su tierra natal es un encargo apropiado.
- 1824: Rafael Urdaneta asume como Intendente del departamento del Zulia, cargo que ocupará hasta 1827, su primera decisión es enviar 810 hombres para el ejército de Bolívar en las Campañas del Sur.
- 1825: Rafael Urdaneta abandona temporalmente el cargo debido a su enfermedad, lo reasume en 1826.
- 1827: La rebeldía de José Antonio Páez contra la autoridad de Bolívar y Francisco de Paula Santander en 1826 durante el primer congreso de Valencia y La Cosiata, hacen que Urdaneta marche a someterlo, separándose de su cargo, el atentado contra Bolívar en 1828 y el posterior juicio a Santander del que Urdaneta es juez hacen que su separación del cargo sea permanente.

#### Conspiración Septembrina
Los juicios posteriores a los acontecimientos de la Conspiración Septembrina fueron realizados por medio de un recién creado tribunal ex post facto al surgir un tribunal de conjurados. Para el 29 de septiembre Bolívar decidió disolver el tribunal y encargar a Rafael Urdaneta como Juez Único con el apoyo de Tomás Barriga de los casos faltantes y la revisión de los absueltos o condenas que no le dejaron satisfacción.
Durante los días que siguieron fueron arrestados los sospechosos y se les abrió juicio a muchos de ellos así como a militares de alto rango sobre los que se tuviera sospecha alguna de participación en el atentado, sea planificando, colaborando con sus ejecutores o simplemente callando. Fueron acusados Francisco de Paula Santander y el almirante José Prudencio Padilla, a quien doce artilleros y un oficial intentaron liberarlo de prisión en el cuartel de milicias de caballería para que fijara postura, Padilla se rehusó, manifestándoles que se hallaba preso y no debía mezclarse en tal negocio; que consiguieron hacerlo bajar hasta la puerta del cuartel, de donde a favor del bullicio militar y volvió a subir a su alojamiento, en donde encontró al sargento y un soldado de la guardia que le custodiaban y se habían refugiado en aquella pieza en unión de su asistente; que luego que se retiró la tropa que había entrado a aquel cuartel, reunió las armas de la guardia e hizo a su asistente cerrase la puerta del cuartel con llave, receloso intentasen volver a entrar a obligarle a tomar las armas, como lo habían intentado al principio, o matarle si a ello no accedía; que así permaneció hasta que advirtió había cesado la bulla, en cuyo acto mandó a su asistente a que diese aviso al general Urdaneta u otro jefe.
Vicente Azuero y otros opositores no participaron, pero fueron cómplices de la conspiración también como Luis Vargas Tejada, Florentino González, capitán Emigdio Briceño Guzmán, llamado en Venezuela «El septembrista» y hasta Pedro Carujo, el enconado enemigo de Bolívar, que fueron juzgados por el Consejo de Ministros y hallados culpables. Se les conmutó la pena por el destierro y algunos fueron indultados. Santander fue hallado culpable y fue degradado, expulsado deshonrosamente y condenado a la pena de muerte, pero su pena fue conmutada por el exilio por decisión de Bolívar. Igualmente, a Vicente Azuero y Florentino González se les conmutó la pena por el exilio. Vargas Tejada murió ahogado en un río durante su huida en los Llanos colombianos.

#### El Monarquismo de Urdaneta
El general Urdaneta fue uno de los principales propulsores de establecer una Monarquía Constitucional en Colombia.
En carta al General Mariano Montilla, Urdaneta afirmaba que: «Una monarquía constitucional es lo único que puede dar vida á Colombia. Si se tiene miedo al nombre, que yo no lo tengo, ocúltese si es posible, pero que lo sea en realidad, aunque se llame cualquiera cosa».

#### Dictadura de Urdaneta
| Secretariado          | Nombre                  | Periodo                          |
| --------------------- | ----------------------- | -------------------------------- |
| Relaciones Exteriores | Vicente Borrero         | 1831                             |
| Relaciones Exteriores | Juan García del Río     | abril-mayo de 1831               |
| Interior y Justicia   | Estanislao Vergara      | septiembre de 1830-abril de 1831 |
| Interior y Justicia   | José María del Castillo | mayo-junio de 1831               |
| Hacienda              | Jerónimo Gutiérrez      | septiembre de 1830-1831          |
| Guerra y Marina       | Joaquín París           | mayo-septiembre de 1830          |
| Guerra y Marina       | José Miguel Pey         | octubre de 1830-junio de 1831    |
| Guerra y Marina       | José María Obando       | junio de 1831                    |

La dictadura de Rafael Urdaneta fue el período de la historia la Gran Colombia correspondiente con el ejercicio por el general venezolano Rafael Urdaneta de la Jefatura del Estado entre el 5 de septiembre de 1830 y el 30 de abril de 1831.
Simón Bolívar renunció a la presidencia de Colombia desde el inicio del Congreso Admirable, renuncia que fue aceptada hasta el 4 de mayo de 1830. Una vez concluido el Congreso Admirable, se había sancionado una nueva constitución en mayo de 1830 y se había elegido presidente al rico terrateniente Joaquín Mosquera y vicepresidente al militar de vieja data, Domingo Caycedo, no sin una considerable oposición.
Batalla de Cerinza
La Batalla de Cerinza fue un enfrentamiento militar —en el marco de la disolución de la Gran Colombia— librado el 26 de abril de 1831 entre las tropas constitucionales del general neogranadino Juan Nepomuceno Moreno y las dictatoriales del también general venezolano Justo Briceño, enviado por el General Rafael Urdaneta.
Rebeliones en todo el país fueron acorralando a Urdaneta hasta que el 15 de febrero de 1831, en Pore, el coronel José María Gaitán y el capitán José Manuel Lasprial proclamaron un nuevo levantamiento en Casanare. La asamblea allí reunida le pidió al general Moreno liderar un ejército llanero hacia la capital. Urdaneta todavía conservaba 5.000 veteranos en Tunja y Cundinamarca pero su situación era tan crítica que el 10 de enero una junta de personalidades de Bogotá le aconsejó convocar un congreso constituyente sin incluir a Ecuador ni Venezuela.
Convenio de Apulo y fin de su gobierno

### Estado de Venezuela
Al salir desterrado de Colombia en 1831, el general Páez le cerraría la entrada a Urdaneta en Venezuela ya que había sido uno de los más fieles seguidores de Simón Bolívar, y por lo tanto adversario de la ideología de Páez. En 1832, después de haber perdido su fortuna en el exilio, se le permitiría vivir en la provincia de Coro. Allí tuvo la satisfacción de que se le eligiese representante al Congreso. Fue ministro en el gabinete del presidente Carlos Soublette. Cumpliría comisión en Angostura a la muerte de Tomás de Heres. Fue ministro de Guerra y Marina entre 1837 y 1839.
Su última actuación como político la realizó en 1845, cuando fue nombrado ministro plenipotenciario y enviado extraordinario de Venezuela ante el gobierno de España para entregar las ratificaciones del Tratado de Paz y Amistad entre Venezuela y España de 1845, celebrado en Madrid el 30 de marzo de ese año y aprobado por las cámaras del Congreso de Venezuela.

## Enfermedad y muerte

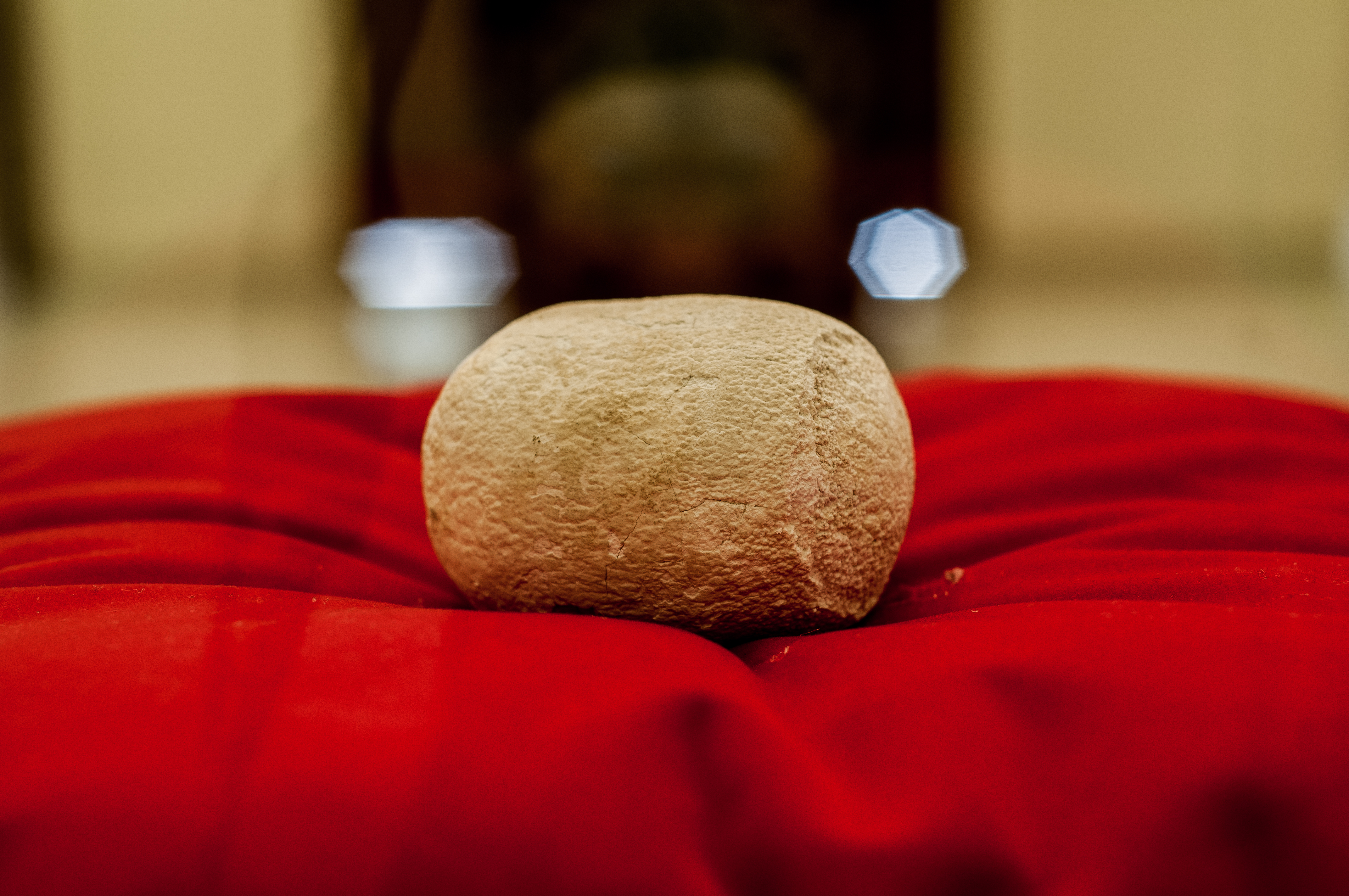
Cálculo renal de Urdaneta.

Durante el viaje a Europa como ministro plenipotenciario cayó enfermo y se sometió a un examen médico durante una escala en Londres. Los médicos recomendaron una intervención quirúrgica urgente que Urdaneta aplazó para terminar su misión, pero a su llegada a París se agravó, y después de varios días en cama falleció el 23 de agosto de 1845, a los 56 años.
Urdaneta pidió a uno de sus hijos que le acompañaba que devolviera al Tesoro Público los viáticos que no habría de utilizar si fallecía antes de concluir el viaje.
Sus restos mortales fueron traslados de París a Maracaibo, para luego ser traslados al Panteón Nacional de Venezuela, dónde reposan actualmente.

## Homenajes

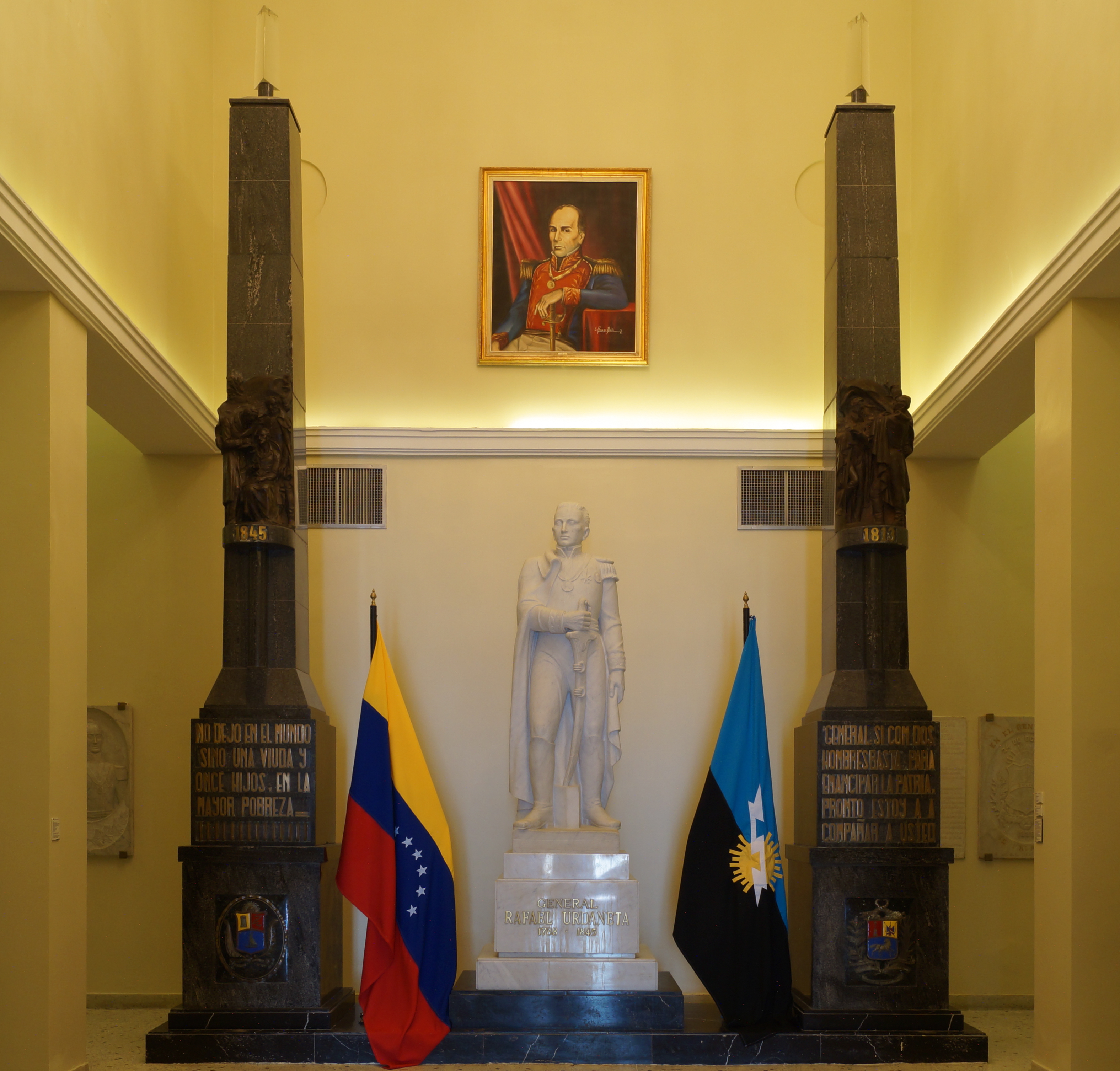
Monumento a Urdaneta en Maracaibo, Zulia.

Urdaneta es considerado un patriota en Venezuela, por lo que ha sido objeto de varios homenajes a su memoria, entre monumentos y toponimios. Para preservar su legado sus descendientes crearon la Fundación Rafael Urdaneta y la Asociación Civil Rafael Urdaneta.
Universidad Rafael Urdaneta
La Universidad Rafael Urdaneta (URU) es una universidad privada de Venezuela, ubicada en la Vereda del Lago (Maracaibo, estado Zulia), creada por la Fundación Universidad Rafael Urdaneta y por la Asociación Civil Universidad Rafael Urdaneta en 1973, en honor al ilustre Rafael Urdaneta, distinguido prócer zuliano.

### Monumentos

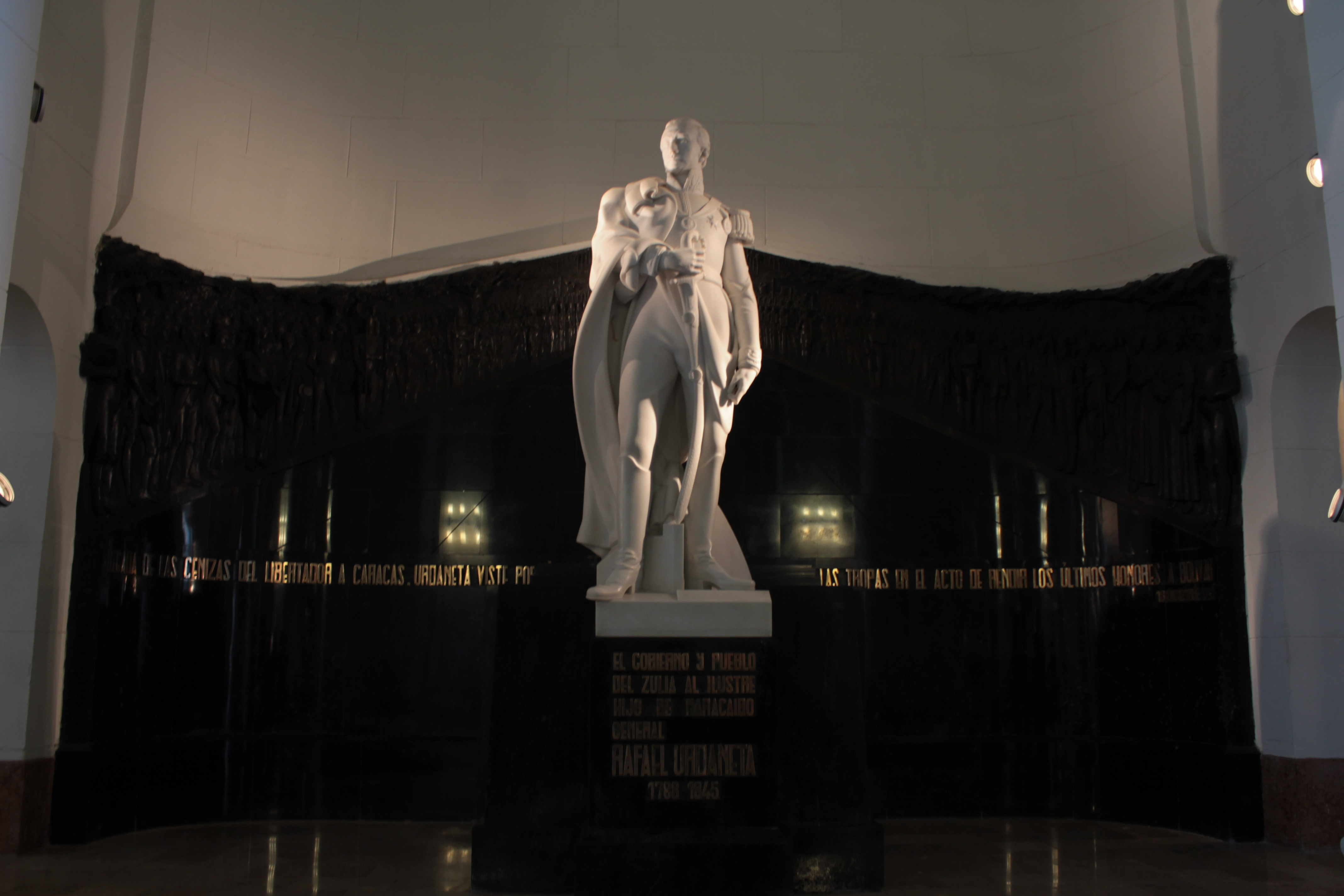
Monumento de Rafael Urdaneta en el Panteón Nacional de Venezuela.

En adición, Urdaneta tiene varios monumentos a lo largo del país. En la plaza que lleva su nombre (ubicada en el espacio público de Caracas) se encuentra un busto del militar. También en Caracas hay una estatua de Urdaneta en el monumento conocido como Paseo Los Próceres, junto a Bolívar y Miranda. Otra plaza homónima de Urdaneta se encuentra en Maracaibo y también cuenta con un busto del militar.
En el Salón Azul, del edificio de la Asamblea Nacional de la República Bolivariana de Venezuela, está el retrato oficial de Urdaneta, el cual sirvió de inspiración para la elaboración del billete en su honor. Dicho papel moneda se puso en circulación el 20 de octubre de 1987, a raíz de los 200 años del nacimiento del militar.
Puente General Rafael Urdaneta
El Puente General Rafael Urdaneta, también localmente llamado Puente sobre el Lago o Puente del Lago de Maracaibo, es un puente que cruza la parte más angosta del lago de Maracaibo, en Zulia, en el noroeste de Venezuela, y conecta la ciudad de Maracaibo con el resto del país. Fue nombrado en honor al general Rafael Urdaneta, héroe zuliano de la independencia de Venezuela. Es de los más grandes del mundo en su tipo, el segundo más largo de América Latina, sólo después del Puente Río-Niterói (13 km), ocupa el número 80 de los más largos en el mundo.
Diseñado por el ingeniero italiano Riccardo Morandi y posteriormente modificado por el Consorcio Puente Maracaibo "CPM" (Precomprimido C.A. venezolana 50% participación y líder, Wayss & Freytag A.G. y Julius Berger, Phillip Holtzman A.G. el otro 50%), fue construido en hormigón armado y pretensado, y tiene una longitud de 8678 m y 134 pilares. En su parte central el puente es del tipo atirantado; sus bases se encuentran ancladas en el fondo del lago de Maracaibo, a una profundidad de 60 metros (permite que embarcaciones de hasta 45 m de altura puedan pasar por debajo y tiene una luz de 235 m) y cuenta con dos carriles por sentido. Soporta un tráfico promedio de 45 mil vehículos diarios. En este puente se encuentra el monumento de luces más grande de América Latina y el tercero en el mundo.

### Toponimio

Bandera del municipio de La Cañada de Urdaneta.

El toponimio de La Cañada de Urdaneta, es un municipio del estado Zulia. Fue llamado en primera instancia distrito Bolívar, luego se llamó Distrito Urdaneta en 1882, y luego recibió su nombre definitivo, el 27 de junio de 1989. Adicionalmente en Zulia, el 24 de octubre (día del nacimiento de Urdaneta) se considera un día feriado del estado.

## Orden Militar Rafael Urdaneta
La Orden Militar General en Jefe Rafael Urdaneta es una condecoración militar de Venezuela creada en 1946 por la Junta Revolucionaria de Gobierno para recompensar a los oficiales generales, superiores y subalternos por los años de servicio en las Fuerzas Armadas y para premiar a quienes hayan tenido una conducta intachable.

## Sociedad Bolivariana de Caracas
La Sociedad Bolivariana de Caracas es una organización sin fines de lucro y de carácter no político, fundada en 1842 por el general Rafael Urdaneta. Su propósito principal es el estudio del pensamiento jurídico de Simón Bolívar.